# Novomoguiliovski
Novomoguiliovski (en ruso: Новомогилевский) es un jútor del raión de Tajtamukái en la república de Adiguesia de Rusia. Está situado en la orilla derecha del río Une-Ubat, 10 km al este de Tajtamukái y 86 al noroeste de Maikop, la capital de la república. Tenía 28 habitantes en 2010.
Pertenece al municipio Shendzhiskoye.